# Luka Vrbančić
Luka Vrbančić (Zagabria, 4 luglio 2005) è un calciatore croato, centrocampista del Lokomotiva Zagabria.

## Carriera

### Club
Cresciuto nelle giovanili della squadra croata della Dinamo Zagabria.

## Statistiche

### Presenze e reti nei club
Statistiche aggiornate al 18 maggio 2025.
| Stagione               | Squadra                | Campionato             | Campionato | Campionato | Coppe nazionali | Coppe nazionali | Coppe nazionali | Coppe continentali | Coppe continentali | Coppe continentali | Altre coppe | Altre coppe | Altre coppe | Totale | Totale |
| Stagione               | Squadra                | Comp                   | Pres       | Reti       | Comp            | Pres            | Reti            | Comp               | Pres               | Reti               | Comp        | Pres        | Reti        | Pres   | Reti   |
| ---------------------- | ---------------------- | ---------------------- | ---------- | ---------- | --------------- | --------------- | --------------- | ------------------ | ------------------ | ------------------ | ----------- | ----------- | ----------- | ------ | ------ |
| feb.-giu. 2024         | Dubrava                | 2. HNL                 | 11         | 1          | CC              | 0               | 0               | -                  | -                  | -                  | -           | -           | -           | 11     | 1      |
| feb.-giu. 2024         | Dinamo Zagabria        | 1. HNL                 | 4          | 1          | CC              | 3               | 2               | UCL+UEL+UECL       | 0+0+0              | 0                  | SC          | -           | -           | 7      | 3      |
| ago. 2024              | Dinamo Zagabria        | 1. HNL                 | 2          | 0          | CC              | 0               | 0               | UCL                | 0                  | 0                  | SC          | -           | -           | 2      | 0      |
| Totale Dinamo Zagabria | Totale Dinamo Zagabria | Totale Dinamo Zagabria | 6          | 1          |                 | 3               | 2               |                    | 0                  | 0                  |             | 0           | 0           | 9      | 3      |
| 2024-2025              | Lokomotiva Zagabria    | 1. HNL                 | 26         | 3          | CC              | 3               | 0               | -                  | -                  | -                  | -           | -           | -           | 29     | 3      |
| Totale carriera        | Totale carriera        | Totale carriera        | 43         | 5          |                 | 6               | 2               |                    | 0                  | 0                  |             | 0           | 0           | 49     | 7      |